# Quảng trường

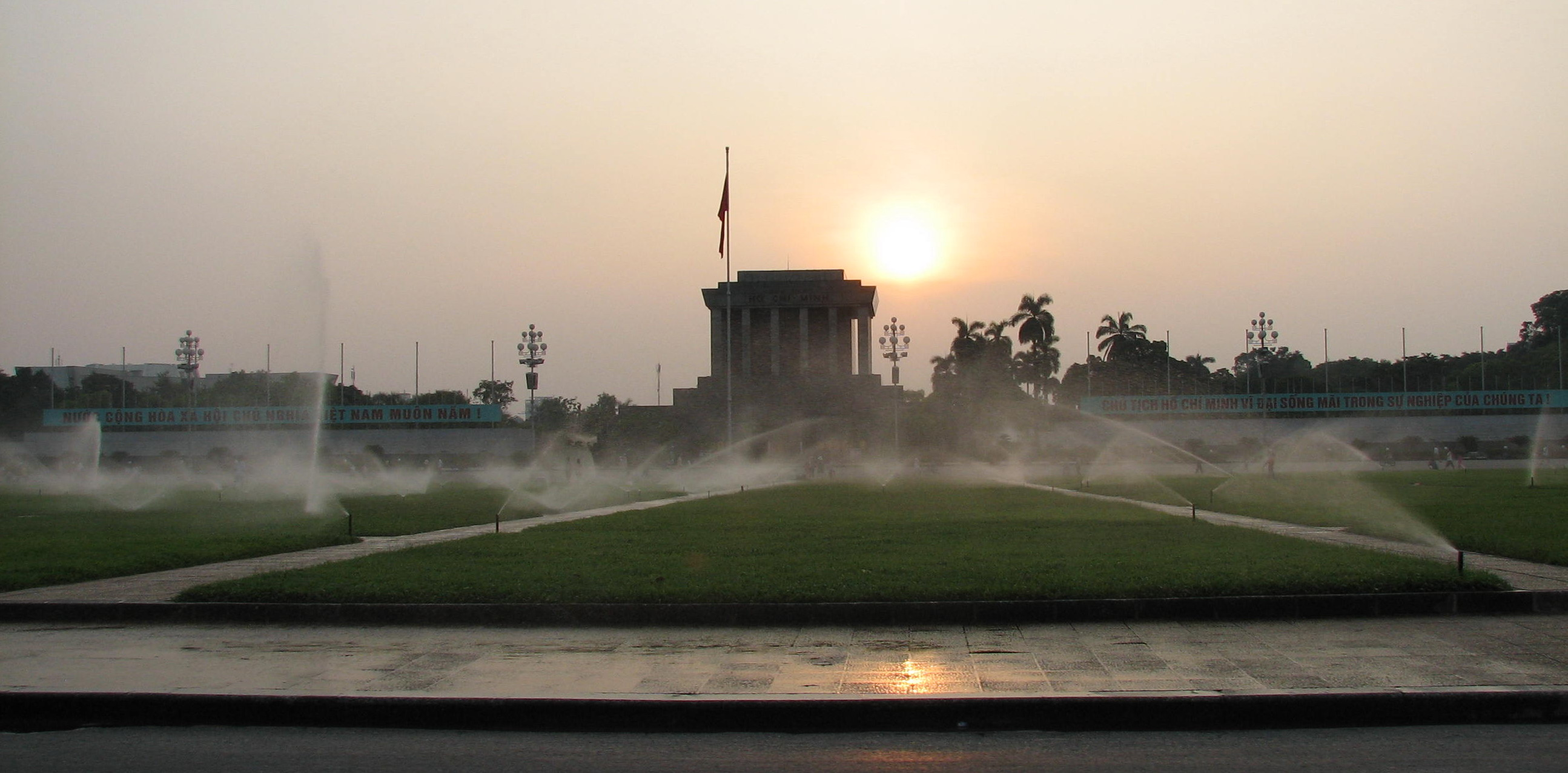
Quảng trường Ba Đình, Hà Nội

Quảng trường hay còn gọi là công trường (chủ yếu ở Thành phố Hồ Chí Minh) là không gian hoạt động công cộng của đô thị, được tạo nên bởi các sự kết hợp hoặc hạn định của kiến trúc thích hợp xung quanh, gắn kết với mạng lưới giao thông, kết nối những thành tố độc lập thành một tổng thể.

## Công năng
Công năng cơ bản của quảng trường là nơi sinh hoạt chính trị, văn hóa như hội họp, mít tinh, là nơi tổ chức các lễ hội tôn giáo... sau dần phát triển thêm là nơi kỷ niệm, vui chơi, biểu diễn, giao tiếp, nghỉ ngơi...

## Không gian quảng trường

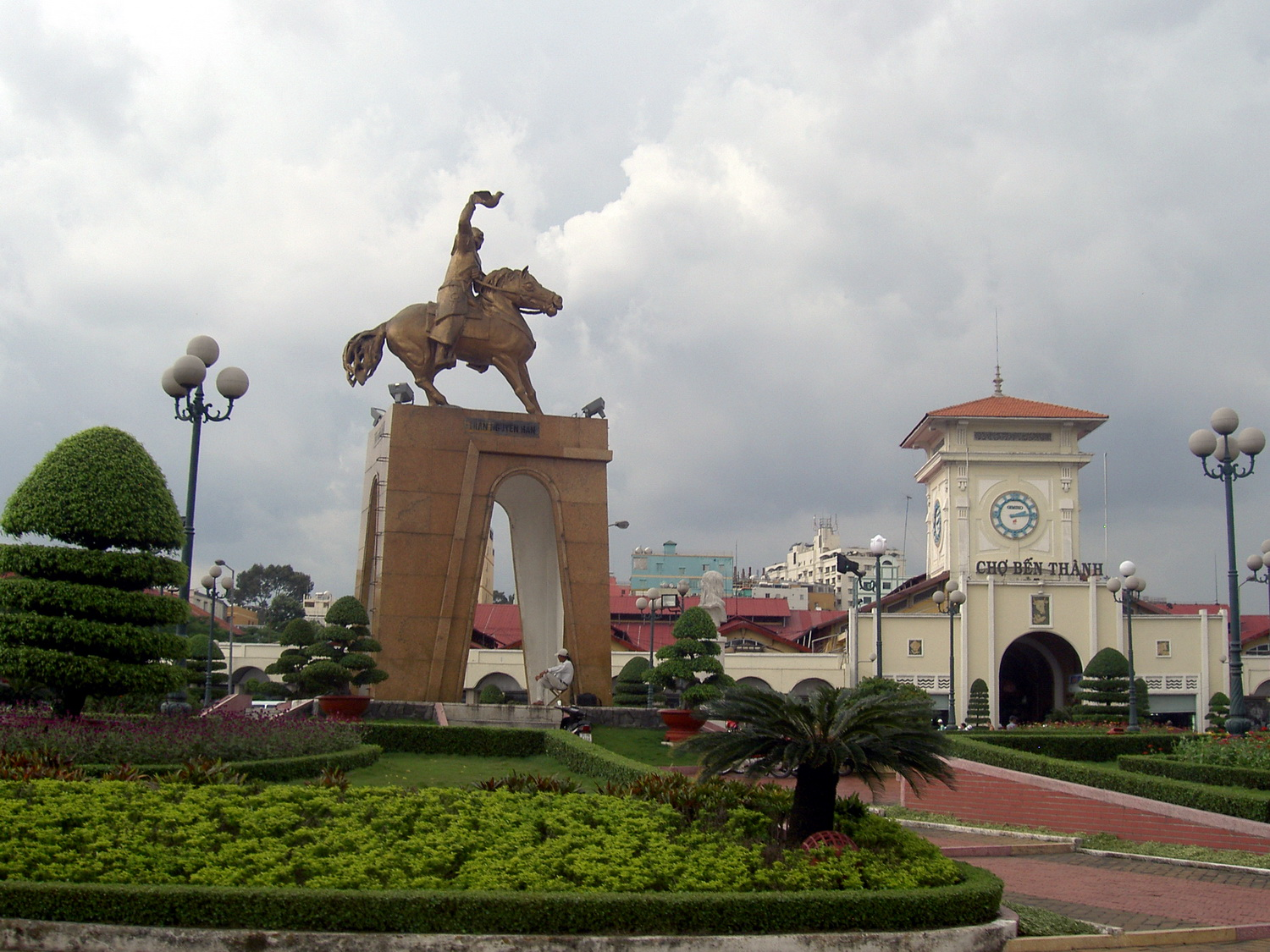
Công trường Quách Thị Trang, thời Pháp thuộc là Place Eugène Cuniac phía trước Chợ Bến Thành

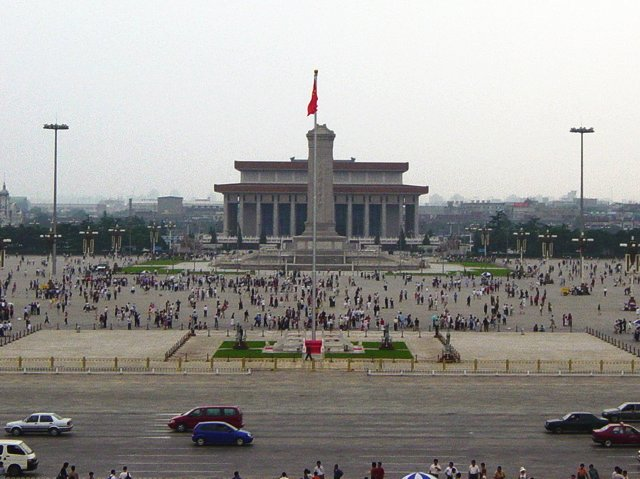
Quảng trường Thiên An Môn, Trung Quốc

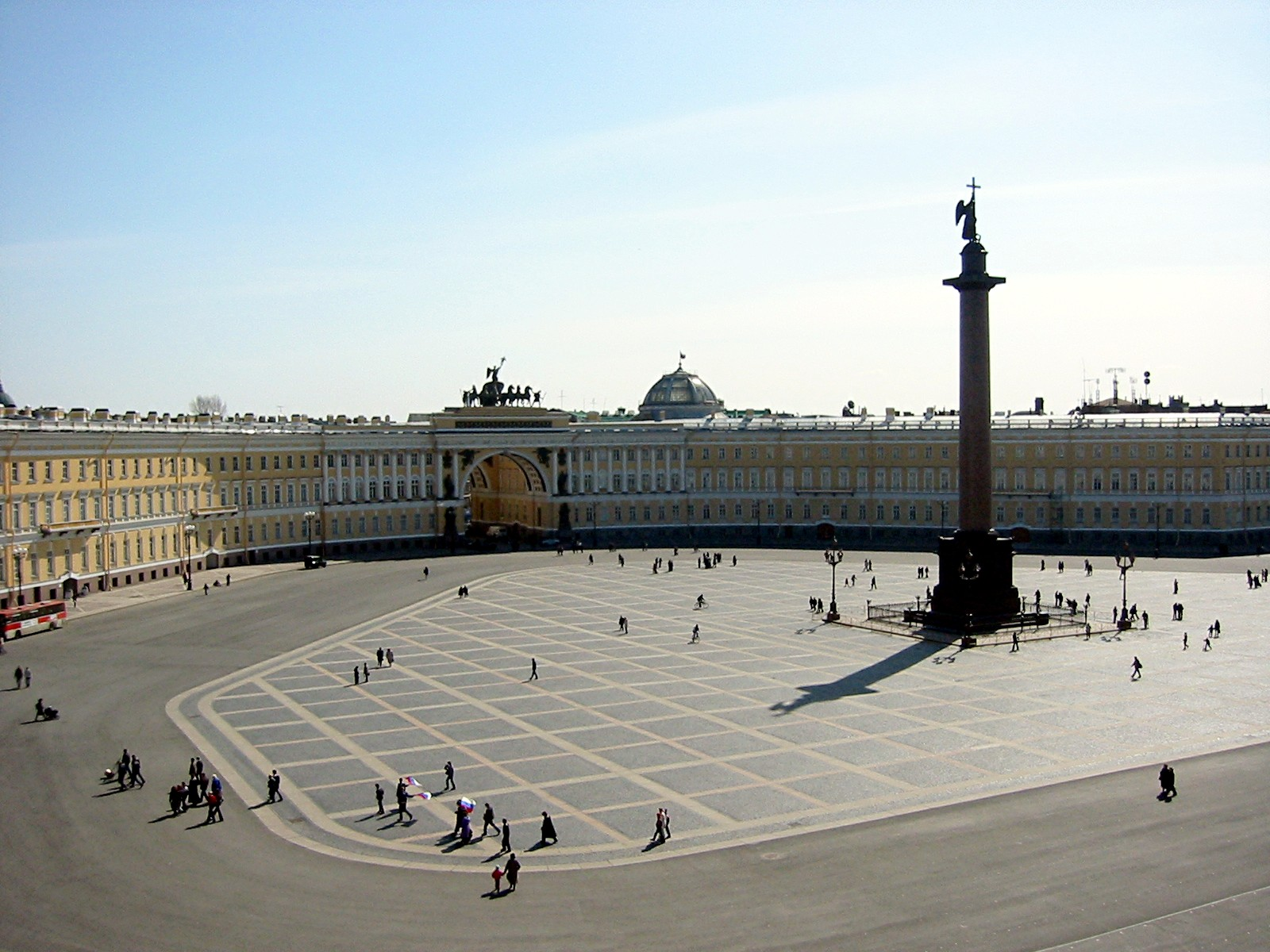
Quảng trường Petersburg kỷ niệm Cách mạng tháng 10

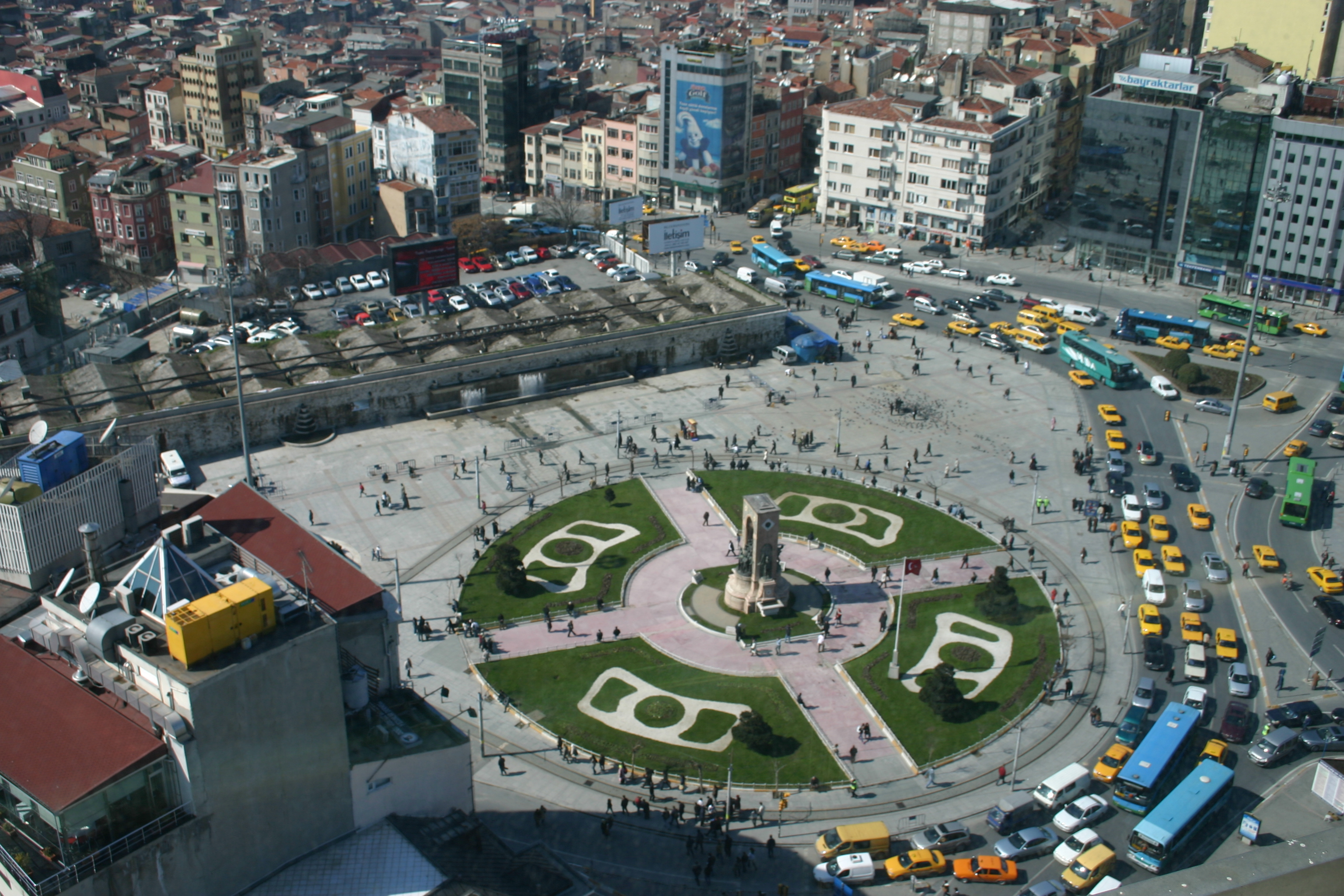
Quảng trường Taksim, Istanbul, Thổ Nhĩ Kỳ

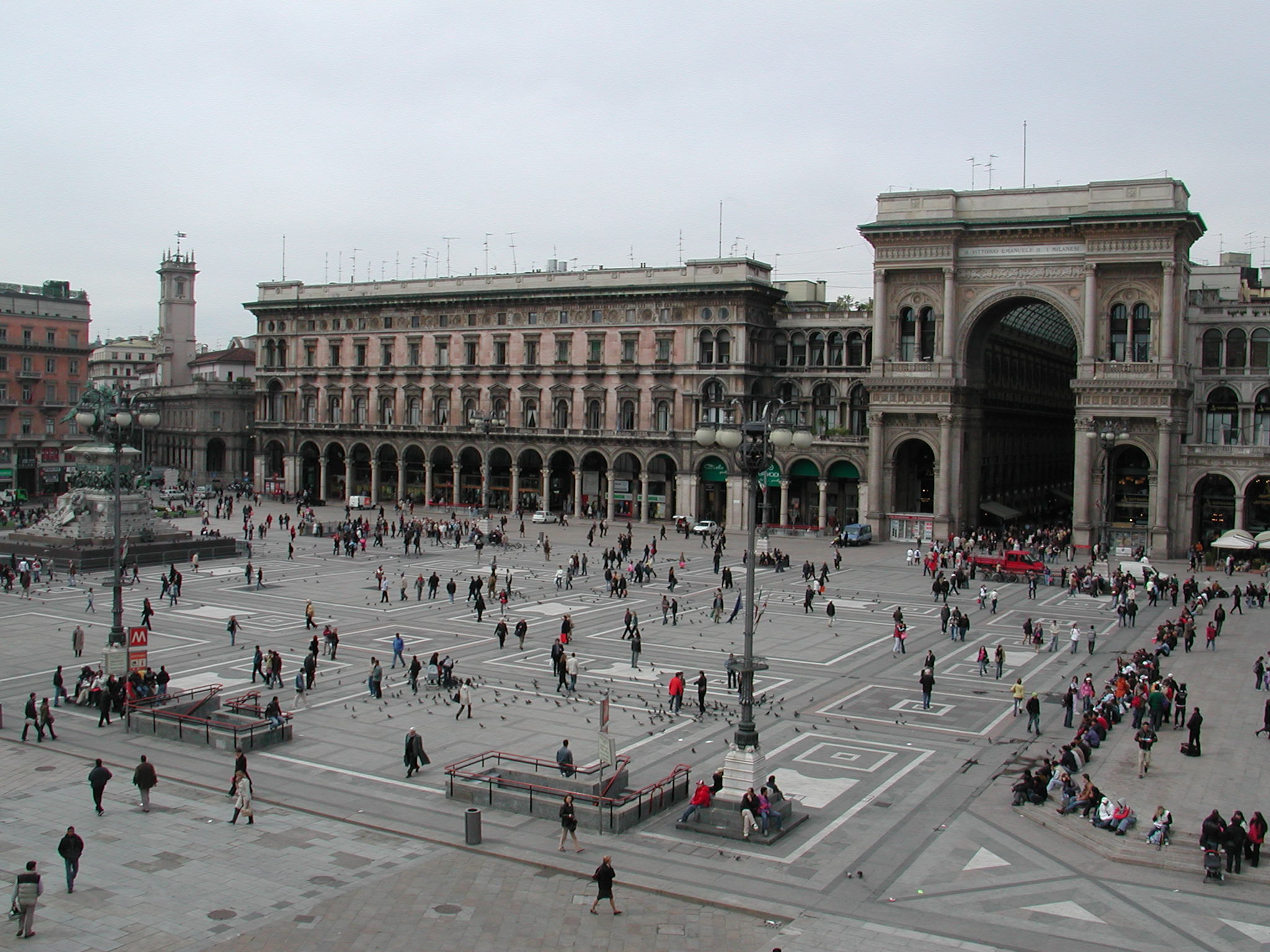
Quảng trường Piazza Duomo ở Milano, Ý

Yếu tố cấu thành quảng trường là không gian. Không gian được cấu thành từ các thành phần:
- Bình diện ngang (mặt nền, đường...)
- Bình diện đứng (công trình xây dựng, hàng cây hay vật giới hạn nào đó...)
- Bình diện đỉnh (mái công trình, kết thúc đỉnh của vật giới hạn...)

## Các cách giới hạn không gian quảng trường
- Vây bọc: dùng tường, cây xanh, kiến trúc... vây bọc một không gian cần thiết.
- Che đậy: sử dụng cấu kiện nào đó như vải bạt, giàn hoa v.v... để hình thành một không gian yếu và ảo.
- Nâng nền: Không gian nâng cao so với không gian chung quanh.
- Nền cong lõm: không gian lõm với các không gian nâng cao xung quanh hình thành nên những không gian tuỳ thuộc.
- Nền chìm: mặt nền chìm tự giới hạn một không gian.
- Nền nghiêng: Bề mặt nghiêng cũng xác định một không gian.
- Nền biến đổi: bậc dốc của mặt nền hay sự thay đổi của chất đất cũng góp phần thay đổi không gian quảng trường.

## Phân loại quảng trường

### Quảng trường thị chính
Quảng trường thị chính có công năng hội họp chính trị, văn hoá, đại lễ, diễu hành, duyệt binh và các sinh hoạt lễ hội dân gian truyền thống. Ví dụ: Quảng trường Ba Đình Việt Nam, Quảng trường Thiên An Môn, Trung Quốc,...

### Quảng trường kỷ niệm
Quảng trường kỷ niệm dùng để kỷ niệm một sự kiện quan trọng nào đó, hay nhân vật nào đó có công với đất nước, quê hương. Thông thường ở trung tâm hay ở một bên quảng trường đặt đài hay tháp hay một công trình kiến trúc mang tính kỷ niệm. Ví dụ: Quảng trường Petersburg kỷ niệm Cách mạng tháng 10 Nga.

### Quảng trường giao thông
Quảng trường giao thông là một bộ phận của hệ thống giao thông đô thị. Nó có tác dụng phân luồng giao thông hợp lý, có thể là nơi đỗ xe công cộng, đảm bảo lưu thông thuận tiện, thoáng, thông suốt, an toàn. Ví dụ: Quảng trường Taksim, Istanbul, Thổ Nhĩ Kỳ

### Quảng trường thương nghiệp
Quảng trường thương nghiệp phục vụ cho yêu cầu giao dịch, buôn bán thương mại, là phương thức kết hợp không gian nội thất của khu trung tâm thương nghiệp với không gian bên ngoài và không gian bán lộ thiên.
Quảng trường thương nghiệp thường kết hợp với việc bố trí đường đi bộ, tạo ra các tiện nghi để nghỉ ngơi, giao du, ăn uống... là một trong những trung tâm sinh hoạt chủ yếu của đô thị.

### Quảng trường tôn giáo
Quảng trường tôn giáo là không gian đặt trước giáo đường, đình chùa, từ đường để tổ chức những lễ hội tôn giáo. Ví dụ: Quảng trường trước Đại giáo đường ở Ý hay Đức...

### Quảng trường nghỉ ngơi, biểu diễn văn hoá...
Loại quảng trường này là không gian xanh trong đô thị để mọi người có thể nghỉ ngơi, biểu diễn... góp phần tái sản xuất sức lao động. Trong quảng trường có thể có những bệ, đài, ghế ngồi, bồn hoa, chậu cây cảnh, bể nước, đài phun nước, các tiểu phẩm đô thị... Ví dụ: Quảng trường Piazza Duomo ở Milano, Ý